# Вилинг (Западна Вирџинија)
Вилинг (енгл. Wheeling) град је у америчкој савезној држави Западна Вирџинија.

## Демографија
По попису из 2010. године број становника је 28.486, што је 2.933 (-9,3%) становника мање него 2000. године.
| Група             | 2000.          | 2010.          |
| Белци             | 28.988 (92,3%) | 25.800 (90,6%) |
| Афроамериканци    | 1.567 (5,0%)   | 1.463 (5,1%)   |
| Азијати           | 287 (0,9%)     | 266 (0,9%)     |
| Хиспаноамериканци | 181 (0,6%)     | 248 (0,9%)     |
| Укупно            | 31.419         | 28.486         |